# Akademischer Rat
Akademischer Rat (AkadR ou AR) é uma designação para um funcionário público na Alemanha, que trabalha em uma universidade em um cargo científico como Wissenschaftlicher Mitarbeiter.